# Турун Ештрайхера
Турун Ештрайхера (Carabus estreicheri) — вид комах з родини Carabidae. Знищує ряд шкідників польових культур.

## Морфологічні ознаки
16–22 мм. Бокові краї передньоспинки вузько окантовані. Чорний, з слабким бронзовим блиском. Надкрила в дрібній зернистості, їх боковий край — червонуватий, іноді синій, рідко — майже чорний.

## Поширення
Східноєвропейський степовий вид. Поширений в центральній, середній Росії, Приураллі, на півдні західного Сибіру. В Україні частіше зустрічається в лісостеповій зоні та в північній підзоні степу. Поділля i півдня Малого Полісся (ок. м. Броди). Зібраний вперше за повоєнні роки в ґрунтові пастки Барбера 12.05-2.06.2007 р. в ок. с. Ясенів Бродівського р-ну Львівської обл. на невеликій (1-1,5 га) степовій ділянці із збереженим осередком степової рослинності (Панін, 2009).

## Особливості біології
У гаях, балках, перелогах, лісосмугах, в мезофітному степу на нерозораних ділянках. Одно- та дворічна генерація. Зимують дорослі жуки, рідше личинки старшого віку. Парування і відкладання яєць відбувається навесні. Молоді жуки з'являються в кінці весни — першій половині літа (з личинок, що перезимували) і на початку осені. Зоофаг широкого профілю.

## Загрози та охорона
Загрози: скорочення природних місць перебування виду внаслідок сільськогосподарської діяльності, рекреаційного навантаження, випалювання сухої трави.
Заходи з охорони не розроблені. Рекомендується до охорони в заповідниках «Самарський ліс», «Провальський степ».